# Skierkowizna
Skierkowizna – przysiółek w Polsce położony w województwie mazowieckim, w powiecie przasnyskim, w gminie Krzynowłoga Mała. Przysiółek ma status sołectwa.
Znajdująca się w malowniczym obszarze północnego powiatu przasnyskiego będąca zakończeniem szlaku rowerowego z Przasnysza. Nazwa wsi pochodzi od dawnego słowa skra, iskra. 
W miejscowości znajduje się drewniany kościół parafialny pod wezwaniem św. Izydora z 1840 roku, przeniesiony z Janowa w latach 1936-1938 wówczas pracami wznoszenia kościoła kierował ks. Kazimierz Gwiazda wikariusz z Przasnysza a Świątynie poświęcił jego wuj ks. Józef Piekut. 1 września 1938 roku parafię Parafię św. Andrzeja Boboli erygował abp Antoni Julian Nowowiejski. Po wojnie została zbudowana dzwonnica (1966-1969 r.) i kamienne ogrodzenie. 
Przysiółek ma połączenia drogami asfaltowymi z sąsiadującymi miejscowościami: Kaki-Mroczki, Ulatowo-Adamy i Kobylaki-Korysze. 
W latach 1975–1998 miejscowość administracyjnie należała do województwa ostrołęckiego.